# Metasomatite alcalina
Le metasomatiti alcaline associate a faglie e zone di taglio (deformazioni fragili) sono comuni negli scudi precambriani. Esse sono costituite principalmente da albite, egirina e riebeckite. I quattro gruppi più comuni di queste rocce, così come sono stati distinti nello scudo ucraino, sono: graniti albitizzati, gneiss albitizzati, apodiasproidi e albititi collegate a carbonatiti (Shcherban’, 1996).

## Mineralogia e zonazioni tipicizzanti
- Graniti e gneiss albitizzati sono piuttosto simili nella loro mineralogia e mostrano le seguenti zonazioni metasomatiche: (0) roccia iniziale (microclino + plagioclasio + quarzo + biotite); (1) microclino + quarzo + clorite + epidoto; (2) microclino + albite + quarzo + riebeckite  + clorite; (3) albite + riebeckite + egirina. Talvolta l'ultima zona è composta di albite +  egirina.
L'albitizzazione si manifesta nella parte superiore di plutoni granitici. È comunemente accompagnata dalla greisenizzazione e da mineralizzazioni di tantalio-niobio e berillio.
- Le metasomatiti alcaline su diasproidi[1] (apodiasproidi) si differenziano dai graniti albitizzati per l'assenza di albite, perché il contenuto di allumina (Al2O3) nella roccia iniziale  è troppo basso. La zonazione metasomatica in queste rocce è la seguente: (0) diasproide iniziale (quarzo + magnetite + carbonati + clorite); (1) quarzo + magnetite + carbonati + riebeckite + clorite; (2) carbonati + riebeckite + quarzo + magnetite; (3) riebeckite  + egirina + quarzo + magnetite. Il contenuto in quarzo diminuisce dalla roccia iniziale verso la zona (3), ma esso è sempre presente, al contrario di quanto avviene nei graniti albitizzati.
- Le albititi collegate a corpi lineari di carbonatite in zone di taglio (deformazione fragile) formano orli attorno alle lenti e vene di carbonatite e vene separate nella parte superiore dei corpi di rocce carbonatitiche-alcaline. Albititi di questo tipo si possono formare per azione di fluidi acquosi con CO2 che sostituiscono rocce adiacenti in precedenza fenitizzate (gneiss e anfiboliti).

## Mineralizzazioni associate
Le albititi nelle zone di taglio sono associate comunemente a mineralizzazioni d'oro. L'albitite forma una rete di venule dentro il corpo mineralizzato o si presenta come orli attorno a vene e venule a quarzo-oro. L'albitite tende ad associarsi con tormalina, quarzo e talvolta ankerite.